# Eva-Maria Hagen

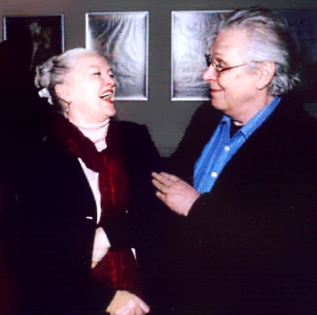
Eva-Maria Hagen med Werner W. Wallroth, 1987.

Eva-Maria Hagen, född Buchholz den 19 oktober 1934 i Költschen i Provinsen Niederschlesien (nuvarande Kiełczyn i nuvarande Polen), död 16 augusti 2022 i Hamburg, var en tysk skådespelare och sångare.
Eva-Maria Hagens familj fördrevs vid andra världskrigets slut till blivande Östtyskland (DDR) från sitt hem i Schlesien. Hon utbildade sig till skådespelare i Östberlin från 1952. Åren 1954–1959 var hon gift med manusförfattaren Hans-Oliva Hagen och fick med honom dottern Catharina (Nina) Hagen. Åren 1965–1972 levde hon tillsammans med Wolf Biermann.
Hon spelade i ett stort antal filmer och TV-inspelningar i Östtyskland. År 1977 lämnade hon Östtyskland tillsammans med dottern och bosatte sig i Västtyskland.